# ژولی درو
ژولی درو (فرانسوی: Julie Derron‎؛ زادهٔ ۱۰ سپتامبر ۱۹۹۶) ورزشکار زن ورزش سه‌گانه اهل سوئیس است.
وی در مسابقات کشوری و بین‌المللی در مجموع برندهٔ ۱ مدال طلا، ۲ مدال نقره، ۲ مدال برنز شده است.